# Esbo Segelförening
Esbo Segelförening (ESF) är en segelförening i Finland grundad 1906 med bas på Sommaröarna, Esbo. Föreningens hemmahamn Amiralshamnen med ca 90 bryggplatser ligger ute på Sökö udd, men största delen av verksamheten sker vid föreningens paviljong Paven ute på ön Pentala ca 1 sjömil söder om Amiralshamnen. Paviljongen är ritad av Sigurd Frosterus 1913.
Föreningen har omkring 780 medlemmar.

## Verksamhet
Sedan föreningen grundades har det varje onsdagkväll under sommaren arrangerats klubbtävling. Dessa så kallade Onsdagsseglingarna samlar både yngre och äldre seglare i klasser så som Optimist, Zoom8, RS Feva, Laser, 606 och kölbåt.
Föreningen har en aktiv juniorverksamhet och ordnar både nybörjarkurser och träningsgrupper för juniorer. Framgångsrika seglare som börjat sin karriär på ESF är bland annat Bettina & Annika Lemström, Tuula Tenkanen och Monika Mikkola.